# ناقوط
ناقوط  قرية سوريّة تتبع إداريّاً لمحافظة حلب منطقة عين العرب ناحية صرين، بلغ تعداد سكانها 209 نسمة حسب التعداد السكاني لعام 2004.